# Fari più alti del mondo
La presente lista raccoglie i fari tradizionali più alti di 60 metri, ordinati per altezza della torre. Per faro tradizionale si intendono le strutture costruite con lo scopo principale di fungere da ausilio alla navigazione, e non strutture costruite per scopi diversi in cima alle quali è stata anche aggiunta una luce di segnalazione, come il Faro di Gedda (che con i suoi 133 metri è talvolta considerato il faro più alto del mondo, ma ha la funzione principale di torre di controllo del porto della città), la Torre marittima di Yokohama (alta 106 metri, anch'essa talvolta considerata il faro più alto del mondo, ma che è stata costruita principalmente come torre panoramica), o il Perry's Victory and International Peace Memorial in Ohio (alto 107 metri, costruito come memoriale per ricordare la battaglia del lago Erie del 1813).
Ad eccezione del faro dell'Île Vierge, il faro tradizionale più alto al mondo, per il quale è riportata l'altezza precisa, le altezze delle torri sono approssimate al metro, e fari con la stessa altezza sono considerati occupare la stessa posizione in classifica.
| Posizione | Nome                            | Costruzione            | Immagine | Altezza           | Luogo                               | Stato       | Completato      | Note |
| --------- | ------------------------------- | ---------------------- | -------- | ----------------- | ----------------------------------- | ----------- | --------------- | --- |
| 1         | Faro dell'Île Vierge            | Pietra (granito)       |          | 83 metri (272 ft) | Finistère                           | Francia     | 1902            | Costruito in pietra, è il faro tradizionale più alto al mondo |
| 2         | Lanterna di Genova              | Pietra                 |          | 76 metri (249 ft) | Genova                              | Italia      | 1543            | Costruito in pietra, è il faro più alto del Mediterraneo |
| 3         | Faro di Gatteville              | Pietra (granito)       |          | 75 metri (246 ft) | Gatteville-le-Phare                 | Francia     | 1835            | Costruito in granito |
| 4         | Lesnoy Mole Rear Range Light    | Metallo                |          | 73 metri (240 ft) | San Pietroburgo                     | Russia      | 1986            | Costruito in cemento armato, è il faro più alto della Russia |
| 5         | Faro di Mulan Tou               | Calcestruzzo           |          | 72 metri (236 ft) | Wenchang                            | Cina        | 1995            | Costruito in cemento armato, insieme al faro di Baishamen è il faro più alto della Cina e del continente asiatico |
| 6         | Faro di Baishamen               | Calcestruzzo           |          | 72 metri (236 ft) | Haikou                              | Cina        | Intorno al 2000 | Costruito in cemento armato, insieme al faro di Mulan Tou è il faro più alto della Cina e del continente asiatico |
| 7         | Faro di Punta Penna             | Calcestruzzo           |          | 71 metri (233 ft) | Vasto                               | Italia      | 1948            | Costruito in cemento armato |
| 7         | Faro Osinoveckij                | Pietra                 |          | 71 metri (233 ft) | Lago Ladoga                         | Russia      | 1910            | Costruito in pietra, è il gemello del faro Storoženskij, di un metro più alto |
| 7         | Faro Storoženskij               | Pietra                 |          | 71 metri (233 ft) | Lago Ladoga                         | Russia      | 1911            | Costruito in pietra, è il gemello del faro Osinoveckij, di un metro più basso |
| 10        | Faro di Cordouan                | Pietra                 |          | 68 metri (223 ft) | Le Verdon-sur-Mer                   | Francia     | 1611-1788       | Costruito in pietra, la torre è stata inizialmente costruita nel 1611 e in seguito innalzata nel 1788. È il più antico faro francese ancora in attività. Dal 2021 è riconosciuto come patrimonio dell'umanità dall'UNESCO. |
| 10        | Faro della Vittoria             | Pietra                 |          | 68 metri (223 ft) | Trieste                             | Italia      | 1927            | |
| 12        | Faro di Racalada a Bahía Blanca | Scheletrico in ghisa   |          | 67 metri (220 ft) | Bahía Blanca                        | Argentina   | 1906            | Torre a traliccio in ghisa |
| 13        | Faro di Maasvlaktel             | Calcestruzzo           |          | 66 metri (217 ft) | Rotterdam                           | Paesi Bassi | 1974            | Costruito in calcestruzzo. Non più attivo come faro dal 2008, ma l'antenna radar sulla sua sommità continua ad essere funzionante. È il faro più alto dei Paesi Bassi. |
| 13        | Faro di Planier                 | Pietra                 |          | 66 metri (217 ft) | Marsiglia                           | Francia     | 1959            | Costruito in pietra, situato sull'omonima isola di fronte a Marsiglia |
| 15        | Faro di Campen                  | Scheletrico in acciaio |          | 65 metri (213 ft) | Villaggio di Campen, vicino a Emden | Germania    | 1891            | Struttura a traliccio metallico. Diverse fonti lo indicano come il faro più alto della Germania. Altre fonti, come The Lighthouse Directory, riconoscono il primato al Nuovo faro di Wangerooge, sull'omonima isola. Il sito inselrundgang.de spiega che quest'ultima torre è alta oltre 67 metri se calcolata dalla sua base (e si erge per 64 metri al di sopra del livello dell'alta marea), ma parte di essa è interrata, per cui l'altezza fuori terra complessiva è inferiore a quella del faro di Campen. |
| 16        | Faro d'Eckmühl                  | Granito                |          | 65 metri (213 ft) | Penmarc'h                           | Francia     | 1897            | |
| 17        | Faro di Świnoujście             | Mattoni                |          | 65 metri (213 ft) | Świnoujście                         | Polonia     | 1857            | Costruito in mattoni, è il faro in mattoni più alto al mondo |
| 18        | Faro Adziogol                   | Acciaio                |          | 64 metri (210 ft) | Cherson (Ucraina)                   | Ucraina     | 1911 o 1915     | Struttura iperboloide in acciaio. La lista dei fari più alti di The Lighthouse Directory cita due diverse strutture, il Stanislav-Adzhigol'skiy Range Rear alto 67 metri e il Stanislav Range Rear di 64 metri.. Secondo altre fonti, come structurae.net o marinetraffic.com si tratta invece della medesima struttura, conosciuta anche come Faro Adziogol, in alcuni casi descritta di 67 metri di altezza e in altri casi di 64 metri.                                                                       |
| 18        | Faro di capo Hatteras           | Mattoni                |          | 64 metri (210 ft) | Capo Hattaras                       | Stati Uniti | 1870            | Costruito in mattoni, è il faro più alto del Nord America |
| 20        | Faro di Punta San Cataldo       | Pietra                 |          | 62 metri (203 ft) | Bari                                | Italia      | 1869            | Costruito in pietra |
| 20        | Faro di Chipiona                | Pietra                 |          | 62 metri (203 ft) | Chipiona                            | Spagna      | 1867            | Costruito in pietra, è il faro più alto della Spagna |
| 22        | Faro di Praia da Barra          | Pietra                 |          | 62 metri (203 ft) | Ílhavo                              | Portogallo  | 1893            | Costruito in pietra, conosciuto anche come faro di Aveiro |
| 22        | Faro di Calcanhar               | Cemento armato         |          | 62 metri (203 ft) | Touros                              | Brasile     | 1943            | Costruito in cemento armato, è il terzo faro costruito in questa posizione |
| 22        | Faro El Rincón                  | Calcestruzzo           |          | 62 metri (203 ft) | Bahía Blanca                        | Argentina   | 1925            | Costruito in cemento armato |
| 25        | Faro alto di Voslapp            | Calcestruzzo           |          | 62 metri (203 ft) | Wilhelmshaven                       | Germania    | 1962            | Costruito in cemento armato |
| 26        | Faro di Roches-Douvres          | Pietra                 |          | 60 metri (197 ft) | Canale della Manica                 | Francia     | 1954            | Costruito in pietra, situato sulla Roches-Douvres, una pericolosa scogliera semiaffiorante che si trova tra l'Île-de-Bréhat e Guernsey |
| 26        | Nuovo faro di Borkum            | Mattoni                |          | 60 metri (197 ft) | Borkum                              | Germania    | 1879            | Costruito in mattoni, conosciuto anche come Luce grande di Borkum |
| 26        | Faro di Nosy Alañaña            | Calcestruzzo           |          | 60 metri (197 ft) | Île aux Prunes, vicino a Toamasina  | Madagascar  | 1932            | Costruito in cemento armato, conosciuto anche come faro dell'Île aux Prunes dal nome dell'isolotto dove si trova |